# 데즈카 다카시
데즈카 다카시(일본어: 手塚 卓志 테즈카 타카시[*], 1960년 11월 17일 ~ )은 닌텐도의 비디오 게임 디자이너이다. 그는 《마리오》시리즈, 《젤다의 전설》시리즈, 《피크민》시리즈, 《동물의 숲》시리즈와 같은, 닌텐도에서 가장 인기있는 게임 시리즈를 담당했다. 2005년에 있었던 닌텐도의 구조조정의 일환으로 그는 미야모토 시게루, 사와노 다카오와 함께 닌텐도 EAD의 본부장을 역임하고 있다. 데즈카는 오사카 예술 대학교를 졸업하였다. 그가 외부 인터뷰에 출연하는 경우는 거의 없으며, 대부분은 닌텐도 내에서 게임 제작에 몰두하는 편이다.
그의 활동은 그가 감독을 맡았던 작품인 《데빌 월드》까지 거슬러 올라간다. 후에, 그는 《슈퍼 마리오 더 로스트 레벨》, 《젤다의 전설》(그래픽 디자이너로도 활동), 《슈퍼 마리오브라더스 3》, 《슈퍼 마리오 월드》, 《젤다의 전설 신들의 트라이포스》, 《젤다의 전설 꿈꾸는 섬》, 《요시 아일랜드》, 《슈퍼 마리오 64》의 감독 또는 공동 감독을 맡았다. 또한 그는 《젤다의 전설 시간의 오카리나》와 《젤다의 전설 무쥬라의 가면》의 관리자를 맡아 했으며, 《뉴 슈퍼 마리오브라더스》와 《슈퍼 마리오 갤럭시》를 포함하여 마리오 주요 시리즈의 모든 게임의 프로듀서, 감독, 디자이너로 활동하였고, 《BS 젤다의 전설》, 《BS 젤다의 전설 고대의 석판》, 아웃소싱 프로젝트였던 《요시 아일랜드 DS》또한 마찬가지였다. 그는 《동물의 숲》시리즈와 《피크민》 시리즈의 프로듀서와 진행 관리자로도 활동하였다. 그는 일본에서만 발매된 게임보이 어드밴스 작품인 《사쿠라 모모코의 우키우키 카니발》의 자문 위원으로도 활동하였다.
마리오 시리즈에 등장하는 적 캐릭터 중 하나인 "부끄부끄"는 데즈카의 아내로부터 영감을 얻은 것이다. "부끄부끄"와 마찬가지로, 데즈카의 아내는 평소에는 부끄러움을 타는 성격이지만 어느 날 갑자기 데즈카가 너무 일에만 몰두한다며 크게 화를 냈다고 한다.

## 인터뷰
데즈카는 Official Nintendo 매거진과 UK-exclusive 매거진과의 인터뷰에서 이렇게 이야기하였다.
| “ | 나는 게임을 만드는 나의 직업을 매우 가슴 깊이 사랑한다. | ” |

## 같이 보기
- 닌텐도 EAD